# Řád al-Husajna bin Alího
Řád al-Husajna bin Alího (وسام الحسين بن علي) je nejvyšší státní vyznamenání Jordánského království. Založen byl roku 1949 králem Abdalláhem I.

## Historie a pravidla udílení
Řád byl založen jordánským králem Abdalláhem I. dne 22. června 1949. Původně byl udílen v jediné třídě řetězu. Udílen byl podle uvážení panovníka a cizím hlavám států. Pojmenován je po Husajna ibn Alí al-Hášimím. Král Husajn I. dne 23. září 1967 zavedl třídu velkostuhy.

## Třídy
Řád je udílen ve dvou třídách:
- řetěz
- velkostuha

## Insignie
Řádový odznak má tvar zlatého oválu. Uprostřed je tmavě červený oválný medailon se zlatým nápisem v arabském písmu. Odznak je ke stuze připojen pomocí zlaté královské koruny.
Řádový řetěz se skládá ze článků v podobě zlaté sedmicípé hvězdy, které střídají články ve tvaru tmavě červeně smaltovaných květů zdobených zlatým nápisem v arabštině. Květy jsou navíc zdobeny diamanty. Články jsou propojeny dvojitým řetízkem.
Řádová hvězda má stejný tvar jako řádový odznak.
Stuha je vínově červená.